# ليثوثا
بلدية ليثوثا (بالإسبانية: Lezuza) هي بلدية تقع في مقاطعة البسيط التابعة لمنطقة كاستيا لا مانتشا وسط إسبانيا.

## الديموغرافيا
بلغ عدد سكان بلدية ليثوثا 1.612 نسمة عام 2011 (وفقاً للمعهد الوطني الإسباني للإحصاء).
| 1.841 | 1.793 | 1.732 | 1.708 | 1.707 | 1.650 | 1.612 |